# Weldaer Berg
Koordinaten: 51° 28′ 9″ N, 9° 6′ 47″ O

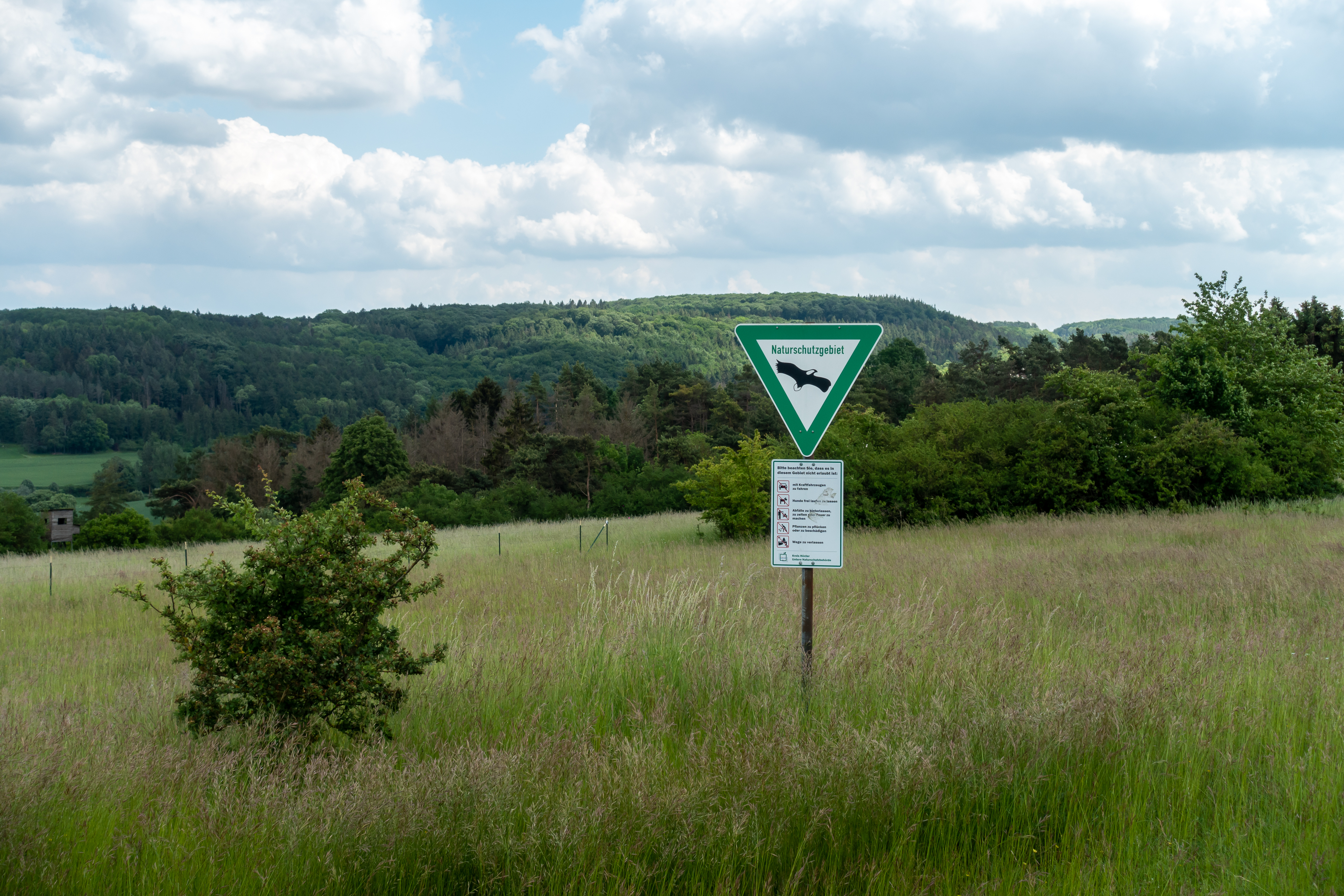
Naturschutzgebiet Weldaer Berg (Mai 2022)

Das Naturschutzgebiet Weldaer Berg liegt auf dem Gebiet der Stadt Warburg im Kreis Höxter in Nordrhein-Westfalen.
Das aus zwei Teilflächen bestehende Gebiet erstreckt sich südwestlich der Kernstadt Warburg und nördlich der Warburger Ortschaft Welda zu beiden Seiten der A 44 und der B 252. Am östlichen Rand des Gebietes verläuft die Landesstraße L 552 und am südwestlichen Rand die L 837. Östlich fließt die Twiste, ein rechter Zufluss der Diemel. Südöstlich erstreckt sich das etwa 10,4 ha große Naturschutzgebiet (NSG) Hoppenberg und südwestlich das etwa 96,0 ha große NSG Iberg bei Welda.

## Bedeutung
Das etwa  35,3 ha große Gebiet mit der Schlüssel-Nummer HX-002 steht seit dem Jahr 1949 unter Naturschutz. Schutzziele sind
- die Erhaltung und Entwicklung von Mager- und Halbtrockenrasen mit Vorkommen gefährdeter Pflanzen- und Tierarten,
- der Erhalt, die Pflege und Entwicklung der Biozönose „Kalkmagerrasen“ als wertvoller Bestandteil der Kulturlandschaft,
- der Erhalt und die Optimierung der heute in dieser Vollständigkeit in Westfalen einmaligen kalkholden Getreideunkrautgesellschaften,
- die Erhaltung der artenreichen Gebüsche sowie
- der Erhalt, die Pflege und Entwicklung eines artenreichen Kalkhalbtrockenrasens als Lebensraum für gefährdete Pflanzen- und Tierarten.[2]